# Zamek w Noirmoutier
Château de Noirmoutier – zamek położony na francuskiej wyspie Île de Noirmoutier w departamencie Wandea. Zamek góruje nad miejscowością 
Noirmoutier-en-l’Île. Jego donżon (wieża łącząca funkcje obronne i mieszkalne) ma 20 m wysokości. Zamek jest zachowany w bardzo dobrym stanie. Stanowi przykład średniowiecznej architektury XII-wiecznej.

## Historia

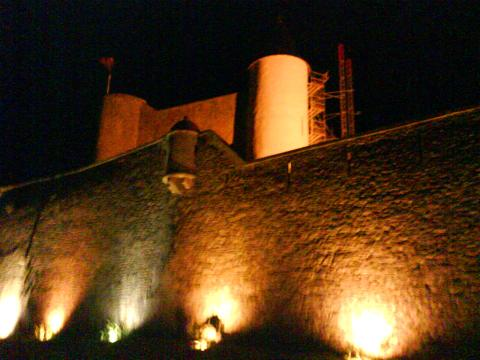
Château de Noirmoutier nocą (rok 2007)

Pierwsze ślady budownictwa na terenie późniejszego zamku pochodzą z roku 830, kiedy opat Hilbold z klasztoru Saint-Philbert zlecił budowę castrum (średniowiecznej konstrukcji obronnej, wzorowanej na obozach warownych z czasów rzymskich). Celem warowni była ochrona mnichów oraz ludności wyspy podczas najazdów wikingów.
Murowana zabudowa zamku powstała w XII wieku z inicjatywy miejscowego feudała, który dzięki wzmocnieniu obronności chciał ustabilizować region, a w szczególności uchronić go przez grabieżami ze strony Normanów. W tamtym czasie wyspa znajdowała się pod panowaniem baronów z La Garnache. Donżon został wybudowany przez Piotra IV z La Garnache. W późniejszym okresie niższy dziedziniec otoczono murem wyposażonym w baszty.
W XVI wieku zamek należał do rodu La Trémoille, wicehrabiów Thouars.
Zamek przetrwał liczne napady wrogów. Skutecznie oparł się atakom:
- Anglików w latach 1342 i 1360, a następnie w roku 1386 - próbie zdobycia go przez oddział pod dowództwem hrabiego Arundel
- Hiszpanów w latach 1524 i 1588

jednak w roku 1674 został zdobyty przez holenderskie oddziały admirała Trompa.
W roku 1720 zamek sprzedano Ludwikowi IV Henrykowi Burbon-Condé, który w roku 1767 odsprzedał go królowi Ludwikowi XV.
Podczas rewolucji francuskiej zamek pełnił funkcję więzienia wojskowego. W wieku XIX zamek służył jako koszary. W roku 1871, w okresie Komuny Paryskiej, więziono w nim powstańców.

## Architektura
Donżon znajdujący się w centralnej części zamku jest zbudowany na planie prostokąta i cechuje się zwartą architekturą. Został zbudowany z gruzu. Posiada trzy piętra; na najwyższym znajdowała się rezydencja właściciela zamku. W zabudowie donżonu znajdują się liczne mordownie (pułapki). Na rogach budowli wzniesiono baszty obronne. Zewnętrzne fortyfikacje są postawione na planie prostokąta. Składają się z dwóch wież, bramy wjazdowej oraz wieżyczek obserwacyjnych rozmieszczonych w wierzchołkach prostokątnego muru.
Z początkiem XVIII stulecia odnowiono wieże, a donżon przystosowano do potrzeb artylerii.
Château de Noirmoutier jest obecnie własnością gminy. Znajduje się pod opieką francuskiego ministerstwa kultury.